# Грейлих, Карл Вильгельм
Карл Вильгельм Грейлих (нем. Carl Wilhelm Greulich; 13 февраля 1796, Кунцендорф (ныне Нивнице), гмина Львувек-Слёнски, Польша — 1837, Берлин) — немецкий пианист и музыкальный педагог.
Сын местного органиста и кантора. Начал выступать с концертами в шестилетнем возрасте. Учился в гимназии в Киршберге (ныне часть деревни Вилькшин в гмине Менкиня), занимаясь музыкой под руководством местного органиста, и лишь в 1816 году отправился для продолжения образования в Берлин, где его наставниками были Бернхард Ромберг, Ансельм Вебер и Людвиг Бергер. Сделал карьеру виртуоза, дружил с Иоганном Непомуком Гуммелем. С 1824 года начал выступать с собственными фортепианными сочинениями. В 1828 открыл школу пианистов, в 1831 году опубликовал учебник (нем. Kleine practische Clavierschule zum Selbstunterricht). Среди учеников Грейлиха, в частности, Карл Антон Экерт, у него также занимались наследный принц Ганноверский (будущий король Георг V) и певица Генриетта Зонтаг. Среди композиций Грейлиха преимущественно фортепианная музыка, он также посвятил своему учителю Ромбергу сонату для виолончели и фортепиано.